# Herminia gigantea
Herminia gigantea är en fjärilsart som beskrevs av Turati 1911. Herminia gigantea ingår i släktet Herminia och familjen nattflyn. Inga underarter finns listade i Catalogue of Life.